# Miliusa roxburghiana
Miliusa roxburghiana är en kirimojaväxtart som först beskrevs av Nathaniel Wallich, och fick sitt nu gällande namn av Joseph Dalton Hooker och Thomas Thomson. Miliusa roxburghiana ingår i släktet Miliusa och familjen kirimojaväxter. Inga underarter finns listade i Catalogue of Life.